# 徐揚先
徐揚先，字仲芳，号南高，直隸應天府江寧縣籍吴县人。明末政治人物。

## 生平
萬曆三十一年（1603年）癸卯科舉人，四十一年（1613年）癸丑科進士。授萬安縣知縣，調豐城縣，獄訟立剖，尤加意馬湖熊坊諸堤，至今利賴。豐賦重役繁，胥吏為奸，揚先捜剔一清，民無逋負之累，奏最擢江西道監察御史，累官太常寺少卿，天啓七年革职为民。